# Singer Manó
Singer Manó (1862 – ?) izraelita néptanító.

## Életútja
A modori rabbi fia. Tanulmányait Modorban az állami tanító-képzőben végezte, ahol 1880-ban képesítését nyerte. A képzőt végezve Pozsonyba ment nevelőnek; itt négy évig tartózkodott; ez idő alatt folytatván Talmud-tanulmányait, a rabbi pályára készült. E végből a teológia hallgatói közé iratkozott be; de nemsokára meghívták a békéscsabai ortodox izraelita hitközségnek akkor felállított iskolájához. A Békés megyei tanítóegyesületnek több évig aljegyzője, majd főjegyzője volt.
Több pedagógiai és zsurnalisztikai cikk jelent meg tőle. Tankönyveit Győri S. Mihály álnév alatt írta.

## Munkái
- Földrajz a népiskolák használatára. 3. kiadás. B.-Csaba, 1895.
- Magyarország története népiskolák használatára. 4. változatlan kiadás. Uo. 1895.
- Természetrajz ...
- A békésvármegyei általános tanítóegyesület évkönyve. 1896-99. Uo. 1900.